# Elaver chisosa
Elaver chisosa är en spindelart som först beskrevs av Roddy 1966.  Elaver chisosa ingår i släktet Elaver och familjen säckspindlar. Inga underarter finns listade i Catalogue of Life.